# بيل ماجي
بيل ماجي (بالإنجليزية: Bill Magee)‏ هو لاعب كرة قاعدة أمريكي، (ولد في نيو برونزويك في كندا 1875  م).

## وصلات خارجية
- بيل ماجي على موقعبيزبول رفرنس.كوم (الدوري الرئيسي) (الإنجليزية)
- بيل ماجي على موقعبيزبول رفرنس.كوم (الدوري الثانوي) (الإنجليزية)